# Eliza McCartney
Eliza McCartney (ur. 11 grudnia 1996) – nowozelandzka lekkoatletka specjalizująca się w skoku o tyczce.
Czwarta zawodniczka mistrzostw świata juniorów młodszych w Doniecku (2013). Rok później została brązową medalistką juniorskich mistrzostw świata w Eugene. Poprawiając własny rekord Nowej Zelandii, zajęła 5. miejsce podczas halowych mistrzostw świata w Portland (2016). Brązowa medalistka olimpijska z 2016 oraz srebrna halowego czempionatu globu (2024).
Złota medalistka mistrzostw Nowej Zelandii.
Rekordy życiowe: stadion – 4,94 (17 lipca 2018, Jockgrim) rekord Australii i Oceanii, 5. wynik w historii światowej lekkoatletyki; hala – 4,84 (10 lutego 2024, Liévin). Do McCartney należy rekord świata juniorów – 4,64 (19 grudnia 2015, Auckland)

## Osiągnięcia
| Rok  | Impreza                               | Miejsce        | Lokata     | Wynik |
| ---- | ------------------------------------- | -------------- | ---------- | ----- |
| 2013 | Mistrzostwa świata juniorów młodszych | Donieck        | 4. miejsce | 4,05  |
| 2014 | Mistrzostwa świata juniorów           | Eugene         | 3. miejsce | 4,45  |
| 2015 | Uniwersjada                           | Gwangju        | 2. miejsce | 4,40  |
| 2016 | Halowe mistrzostwa świata             | Portland       | 5. miejsce | 4,70  |
| 2016 | Igrzyska olimpijskie                  | Rio de Janeiro | 3. miejsce | 4,80  |
| 2017 | Mistrzostwa świata                    | Londyn         | 9. miejsce | 4,55  |
| 2018 | Halowe mistrzostwa świata             | Birmingham     | 4. miejsce | 4,75  |
| 2018 | Igrzyska Wspólnoty Narodów            | Gold Coast     | 2. miejsce | 4,70  |
| 2023 | Mistrzostwa świata                    | Budapeszt      | el. –      | NM    |
| 2024 | Halowe mistrzostwa świata             | Glasgow        | 2. miejsce | 4,80  |
| 2024 | Igrzyska olimpijskie                  | Paryż          | 6. miejsce | 4,70  |